# ルーカス・ドミンゲス・ピアソン
ルーカス・ドミンゲス・ピアソン（Lucas Domingues Piazón、1994年1月20日 - ）は、ブラジル・サンパウロ出身のサッカー選手。AVSフトゥボルSAD所属。ポジションはFW。
父親がイタリア・ヴェネト州出身であるため、イタリアのパスポートも有するイタリア系ブラジル人である。

## 経歴
2001年にブラジルのコリチーバFCのユースチームでキャリアをスタートさせ、2003年にサンパウロFCに移籍し、2011年にトップチームに昇格した。2012年1月からイングランドのチェルシーFCに加入。
2012-13シーズン後半はマラガCFにレンタル移籍。以降、ローン移籍を繰り返す。
2021年1月14日、前日付けでチェルシーとの契約を解消し、フリートランスファーでSCブラガへ完全移籍したことが発表された。
2024年7月25日、AVSフトゥボルSADに移籍した。

## 代表歴
ブラジル代表として2009年に南米U-15選手権に出場し、チームを準優勝に導き、10ゴールを挙げ得点王を獲得した。2011 南米U-17選手権にも出場し、3ゴールを挙げチームを優勝に導いた。

## 人物・エピソード
チェルシー加入以降、チェルシーでの出場機会はほとんど無く、2013年以降レンタル移籍でクラブを転々としている。その現状について、「レンタルされ続けることには意味がないね。僕や他の選手たちの経験から考えても、選手にとって良いことではない。もうポジティブなことだとは思えない。22歳になって、毎年別の場所にいるのは良くないね」と不満を述べ、「あちこちでプレーすることにうんざりしている」として再三に渡るローン移籍について度々批判をしているが、ローンプレイヤーのケアも担当するクラブアンバサダーのパウロ・フェレイラには「貸し出されたプレーヤーに対して責任を持ってくれている」と感謝を示し、退団後は良い経験ができ後悔はしていないと9年半を振り返っている。

## タイトル
代表
- 2011 南米U-17選手権

個人
- 南米U-15選手権得点王 2009